# 上海市高级人民法院
上海市高级人民法院是中华人民共和国上海市的高级人民法院，位于上海市徐汇区肇嘉浜路308号，现任院长为贾宇二级大法官。

## 沿革

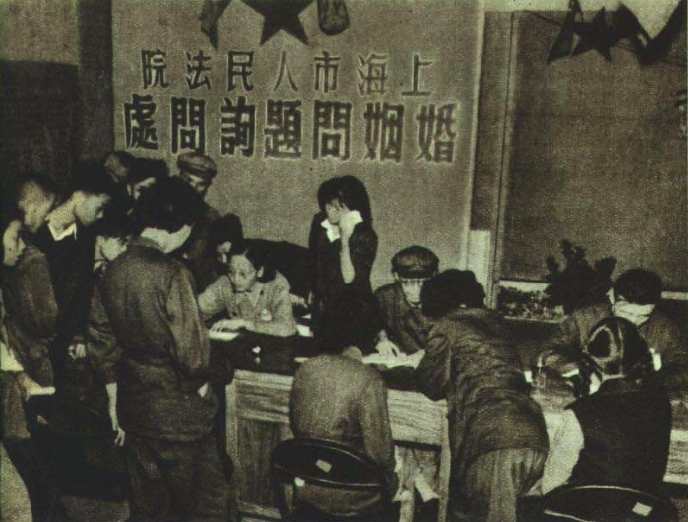
1952年上海市人民法院婚姻問題詢問處

1949年7月，在原中国人民解放军上海市军事管制委员会政务接管委员会法院接收处的基础上成立上海市人民法院，为上海市人民政府的工作部门，院长由上海市人民政府任命。1949年8月11日，上海市人民法院正式成立。
1955年2月，为贯彻《中华人民共和国人民法院组织法》，建立人民法院四级二审终审制，撤消上海市人民法院，同时成立上海市高级人民法院和上海市第一、二、三中级人民法院，院长由上海市人民代表大会选举产生。1955年5月1日，上海市高级人民法院正式成立，作为上海市最高审级的审判机关。1956年4月，上海市第三中级人民法院撤销。1958年4月，上海市第一、二中级人民法院合并为上海市中级人民法院。
上海市高级人民法院成立时，内设机构有：刑一庭、刑二庭、民庭、办公室。1956年9月，刑一庭、刑二庭合并为刑庭，同时增设研究室。1959年4月，上海市高级人民法院和上海市中级人民法院、上海市司法局等单位合署办公，统一内设有：办公室、人事处、刑庭、民庭、农村工作庭、上诉复核庭等等机构。1959年5月，上海市司法局撤消，其业务并入上海市高级人民法院。1964年，上海市高级人民法院、上海市中级人民法院结束合署办公，上海市高级人民法院设刑庭、人事处、办公室、档案室，上海市高级人民法院民事审判组暂放在上海市中级人民法院民庭代管。1965年，上海市高级人民法院刑庭与上海市中级人民法院刑一庭、农村庭合署办公。
1966年文化大革命爆发至1967年一月风暴期间，上海市高级人民法院、上海市中级人民法院的工作停顿。1968年1月至1971年9月，上海市公安、检察、法院系统实行军管，成立上海市公检法军事管制委员会，取代上海市高级人民法院等单位的一切工作。1971年9月九一三事件后，上海市公检法军事管制委员会停止活动，另建上海市公检法领导小组。1975年，任命宋季文为上海市高级人民法院院长。1977年12月，上海市七届人大一次会议举行，未选举上海市高、中级人民法院院长。1978年1月，中共上海市委任命关子展为上海市高级人民法院院长至1979年12月。1978年8月，恢复建立上海市中级人民法院，中共上海市委任命余平原为院长至1979年12月。
1973年，上海市高级人民法院、上海市中级人民法院恢复成立党组。1974年1月，上海市高级人民法院恢复对外办公，内设有：政治处、办公室、刑一庭、刑二庭、民庭。1977年，增设司法行政处。1980年，增设经济庭；撤消司法行政处，其业务并入上海市司法局。1981年，增设刑二庭，原刑庭改为刑一庭，另外增设研究室。1984年，政治处改为人事处，增设行政处。1986年，增设业大上海分校。1987年，增设基建办公室、行政庭。1989年，成立法官培训中心。1991年，增设政治部、督查办公室、法制宣传处。1993年，增设执行庭，刑事审判一庭改为刑事审判庭，刑事审判二庭改为告诉申诉庭，将督查办公室取消。1994年，增设知识产权庭。
1995年7月，上海市中级人民法院撤销，改设上海市第一中级人民法院、上海市第二中级人民法院，上海市高级人民法院内设机构有：政治部、人事处、纪律检查组、监察室、党委、团委、工会、老干部办公室、研究室、法制宣传处、办公室、行政处、法律业大上海分校、法官培训中心、法警处、刑庭、民庭、经济庭、行政庭、告诉申诉庭、知识产权庭、赔偿委员会、院志办公室。
上海市高级人民法院起初设在建国中路20号，1956年迁到江西中路215号，1960年迁到福州路209号，1991年迁到虹桥路1200号（民庭、经济庭、行政处部分暂留福州路209号办公），1995年9月迁到福州路209号（刑庭、行政庭、教培办、法宣处等部门暂留虹桥路1200号办公）。2004年迁到肇嘉浜路308号。
2013年，上海市高级人民法院法官集体嫖娼事件被曝光。

## 机构设置

### 内设机构
- 立案庭
- 刑事审判第一庭
- 刑事审判第二庭
- 民事审判第一庭
- 民事审判第二庭
- 民事审判第三庭
- 民事审判第四庭
- 行政审判庭
- 审判监督庭
- 执行局
- 办公室
- 政治部（内设组织宣传处、干部人事处、老干部处）
- 干部培训处
- 研究室
- 司法行政装备处
- 监察室
- 法警总队
- 法制宣传处[1]

## 历任领导

### 上海市人民法院
院长
- 汤镛（1949年7月—1950年8月）
- 韩述之（1950年8月—1952年9月）
- 汤镛（1952年9月—1955年2月）

副院长

### 上海市高级人民法院
院长
- 魏明（1955年2月—1958年10月）
- 李继成（1958年11月—1967年2月）
- 王维国（1968年1月—1971年9月，上海市公检法军事管制委员会主任）
- 谭维铸（1971年11月—1973年12月，上海市公检法领导小组组长）
- 宋季文（1975年10月—1977年12月）
- 关子展（1978年1月—1979年12月，中共上海市委任命）
- 关子展（1979年12月—1983年4月）
- 华联奎（1983年4月—1988年4月）
- 顾念祖（1988年4月—1993年2月）
- 胡瑞邦（1993年2月—1998年2月）[3][2]
- 滕一龙（1998年2月—2008年1月）
- 应勇（2008年1月—2013年4月）[6]
- 崔亚东（2013年4月—2014年1月，代理；2014年1月—2018年1月）[7]
- 刘晓云（2018年1月—2023年1月）[8]
- 贾宇（2023年1月—）[9]

副院长

## 知名案例
- 复旦投毒案二审，2014年12月8日在上海市高级人民法院公开开庭审理[10]。

## 对应中级人民法院/铁路运输中级法院/海事法院/知识产权法院
- 上海市第一中级人民法院
- 上海市第二中级人民法院
- 上海市第三中级人民法院
- 上海铁路运输中级法院
- 中华人民共和国上海海事法院
- 上海知识产权法院